# Ге-дур
Ге-дур је дурска лествица, чија је тоника тон ге, а као предзнак има једну повисилицу.

## Познатија класична дела у Ге-Дуру
- Мала ноћна музика, Моцарт
- Клавирски концерт бр. 2, Чајковски
- Бранденбуршки концерти бр. 3 и 4, Бах
- Клавирски концерт бр. 4, Бетовен
- Осма симфонија, Дворжак